# Rattus lutreolus
Espèce
Statut de conservation UICN

 LC  : Préoccupation mineure
Rattus lutreolus est une espèce du genre Rattus dite « rat des marais australien » par les anglosaxons.
On le trouve dans les régions côtières de l'Est et du Sud de l'Australie depuis Fraser Island sur les côtes de la Nouvelle-Galles du Sud et du Victoria jusqu'à la chaîne du Mont-Lofty en Australie-Méridionale. Une sous-espèce, R. velutinus vit en Tasmanie et une autre R. lacus dans quelques îlots de haute altitude, dans la forêt tropicale humide près d'Atherton, au Queensland.
Son comportement est partiellement nocturne et partiellement diurne.
Son régime alimentaire est végétarien.
Il vit dans végétation basse dense, humide.
On peut le trouver dans la Réserve d'Healesville où il vit dans le parc.